# 박보영 (법조인)
박보영(朴保泳, 1961년 3월 13일 ~ )은 대한민국의 대법관을 역임한 법조인이다. 대한민국 헌정상 세번째 여성 대법관이었다.

## 학력
- 순천남초등학교 졸업 (1973년)
- 순천여자중학교 졸업 (1976년)
- 전주여자고등학교 졸업 (1979년)
- 한양대학교 법학과 졸업 (1984년)
- 한양대학교 대학원 법학과 1년수료 (1985년)

## 경력
- 광주지방법원 순천지원 여수시법원 원로판사 (2018.9 ~ 2025.2)
- 대법원 대법관 (2012.1. ~ 2018.1)
- 한국여성변호사회 회장
- 법원행정처 행정심판위원
- 여성가족부 남녀차별개선위원회 비상임위원
- 진실화해를 위한 과거사정리위원회 위원
- 서울가정법원 부장판사 (2003.2. ~ 2004.2.)
- 광주지방법원 부장판사 (2002.2. ~ 2003.2.)
- 서울가정법원 단독판사 (2001.2. ~ 2002.2.)
- 서울고등법원 판사	    (1999.2. ~ 2001.2.)
- 서울가정법원 배석판사 (1998.2. ~ 1999.2.)
- 서울지방법원 판사	    (1996 ~ 1998.2)
- 수원지방법원 성남지원 판사 (1994 ~ 1996)
- 광주지방법원 순천지원 판사	(1992 ~ 1994)
- 서울민사지법 판사 (1990 ~ 1992)
- 서울가정법원 판사	(1989 ~	1990)
- 수원지방법원 판사	(1987 ~ 1989)

## 생애

### 사법시험 합격(1984년), 사법연수원 수료(1987)
대학 재학 중 사법시험에 도전하여, 한양대학교 법학과를 졸업하던 해인 1984년 제26회 사법시험에 합격하였다. 이후 1985년 사법연수원에 제 16기로 들어가서 1987년에 사법연수원을 수료하였다.

### 평판사 및 부장판사 시절(1987~2004.2)
1987년 수원지방법원 판사에 취임하였고, 이후 서울가정법원 판사, 서울민사지법 판사, 광주지방법원 순천지원 판사, 수원지방법원 성남지원 판사, 서울지방법원 판사, 서울고등법원 판사, 광주지방법원 부장판사, 서울가정법원 부장판사를 거쳤다. 1988년 수원지법 근무당시 2차 사법파동에서 사법부 개편에 대한 성명서에 서명하기도 했다. 1996년에는 서울지법 민사단독판사로 일하며 경찰의 즉심 피의자에 대한 불법 구금에 제동을 거는 판결을 했다. 1999년에는 ‘재산분할 실태조사’ 논문을 발표해 전업주부에 대한 재산분할 비율이 지나치게 낮은 문제점을 지적해 법원의 부당한 재판 관행을 바꿔놨다.

### 변호사 활동 및 다양한 공익 활동(2004.2~2011)
중소기업을 운영하던 남편의 사업이 어려워지자 박보영은 18년의 법관 생활을 끝내고, 변호사로 개업하였다.변호사가 된 뒤에는 여성부 남녀차별개선위원회 비상임위원, 법원행정처 행정심판위원, 진실·화해를 위한 과거사정리위원회 위원 등 활발한 공익활동을 해왔다. 그리고 한국여성변호사회 회장을 맡아 다문화가정과 성폭력 피해여성을 위한 사업을 주도하기도 하였다. 변호사로 활동시 형편이 어려운 사람이 사건을 들고 오면 소장을 써주고는 돈을 받지 않고 보내기도 하였다. 또한 사무실에 가족치료사를 고용해 이혼소송 의뢰인에게 치료상담부터 받게 하였다. 변호사로 활동하면서 가사분쟁에 힘을 쏟아 국내에서 손꼽히는 가사사건 전문가로 불렸으며, 이혼사건 의뢰인에게 치료 상담을 받게 하는 등 이혼제도 개선에 선구적 역할을 했다고 평가받고 있다.

### 대법관(2012.1~2018.1)
양승태 대법원장이 박보영을 대법관 후보자로 대통령에게 임명제청하였고, 국회의 임명동의 절차를 거쳐 2012년 1월 2일 대한민국의 대법관에 취임하였다. 이후 6년간의 임기를 마치고 2018년 1월 1일에 퇴임하였다. (퇴임식은 이보다 앞선 2017년 12월 29일)

### 퇴임 대법관 출신 최초 원로판사 재임용(2018.9)
대법원은 박보영 전 대법관을 9월 1일자로 법관에 임용하고 원로법관으로 지명했다. 박보영 전 대법관은 광주지방법원 순천지원 여수시법원 판사로서 1심 소액사건을 담당할 예정이다.

### 결혼과 이혼
박보영은 한양대 법학과 재학 중 같은 학과 학생이던 (전) 남편을 만나 연애했고, 이후 결혼까지 하였다. 부부의 금슬은 더할나위 없이 좋았지만 어느 순간부터 남편은 속세에 대한 관심이 없어지기 시작했다. 결국 남편은 출가를 결심하고서 박보영에게 이혼 동의서에 서명을 부탁하였는데, 박보영은 말 없이 도장을 찍어줄 수밖에 없었다. 박보영은 이혼 후 혼자 세 아이들을 양육하였다. 평소에도 아이들과 많은 시간을 보내지 못해 가지고 있던 '나쁜 엄마'란 정신적 부채는 이 일로 훨씬 더 무거워졌다. 이 때문에 박보영은 대법관 인사청문회와 관련된 검증동의서 작성을 주저하였다. 검증 과정에서 남편 얘기가 나오면 아직 나이 어린 막내아들에게 마음의 상처가 될 것 같아서였다.

## 기타
- 인사청문회에 23차례 참여하고 ‘인사청문회와 그들만의 대한민국’이란 책을 낸 이춘석 의원은 가장 훌륭했던 인사청문 대상자로 조용환 헌법재판관 후보자와 함께 박보영 대법관 후보자를 꼽았다. 이춘석 의원은 " 박보영 대법관은 판사로 재직하다가 다시 돌아와 대법관이 되신 경우다. 청문회를 통해 판관의 자리를 놓았던 경험이 스스로를 더욱 겸허하게 만들어주었다는 확신을 주었다."고 말했다.[10][11] 한편 박보영 대법관 후보자에 대한 국회 인사청문회 당시 민주당 박은수 의원은 “후보자는 법관으로서 출발을 재경이 아닌 지방에서 했고, 변호사이자 여성으로서 이번 임명 제청은 국민이 기대하는 다양성의 수용”이라며 “소수자, 약자의 기대를 한몸에 받고 있다.”고 말했고, 한나라당 신지호 의원은 “박 후보자를 ‘다양성의 아이콘’이라고 평가하기도 한다.”고 말했다. 그리고 민주당 신건 의원은 "장애인, 여성 등 사회적 약자를 위한 활동을 많이 한 점을 높이 평가한다"고 말했다.[12][13]

- 국내에서 손꼽히는 가사사건 전문가로 정평이 나 있고[14], 이혼사건 의뢰인에게 치료 상담을 받게 하는 등 이혼제도 개선에 선구적 역할을 했다고 평가받고 있다.[15]

- 대법관후보로 임명제청된 직후, 대법원 고위관계자는 “박 후보자는 소수자의 마음을 잘 알기 때문에 약한 사람들을 제대로 대변할 수 있을 것”이라고 말했다.[16]
- 쌍용차 정리해고 사건을 파기 환송한 판결로 양승태 사법부의 사법농단에 일조한 의혹이 있다.[17]

## 수훈·수상
- 대한민국 청조근정훈장 (2017)
- 자랑스러운 한양인상[18]

## 논문
- 재산분할 실태조사 (1999년)

## 참고 문헌
1. ↑  동아일보 1996.06.28 37면 "즉심 피해자 구금 국가서 배상"
2. ↑  <<경향신문>> 세번째 여성대법관 후보 박보영의 삶
3. ↑  <<경향신문>> 세번째 여성대법관 후보 박보영의 삶]
4. ↑  동아일보
5. ↑  <<연합뉴스>> 새 대법관에 김용덕·박보영 임명 제청
6. ↑  국회, 김용덕·박보영 대법관 임명동의안 처리
7. ↑  김용덕·박보영 대법관 취임…"약자·소수자 권리 보호"
8. ↑  “<<중앙일보>> 싱글맘 대법관 … 양승태 대법원장이 제청한 박보영 후보자”. 2011년 10월 26일에 원본 문서에서 보존된 문서. 2013년 2월 14일에 확인함.
9. ↑  <<매일경제>> 김용덕·박보영 신임 대법관 후보자 2인은 누구
10. ↑  <<세계일보>>
11. ↑  <<오마이뉴스>> "최악의 인사청문회 대상자는 검찰 출신"
12. ↑  서울신문
13. ↑  머니투데이
14. ↑  김용덕·박보영 대법관 취임…"약자·소수자 권리 보호"
15. ↑  동아일보
16. ↑  세번째 여성대법관 후보 박보영의 삶
17. ↑  “쌍용차 해고자들이 ‘시골판사’ 박보영 첫 출근길 찾아간 이유는”. 2018년 9월 10일. 2018년 9월 16일에 확인함.
18. ↑  자랑스러운 한양인 박보영대법관등 5명 선정